# Cormontreuil
Cormontreuil è un comune francese di 6 537 abitanti situato nel dipartimento della Marna nella regione del Grand Est.

## Storia

### Simboli
Lo stemma, adottato il 5 ottobre 1988, non rispetta le regole araldiche.
sormontata e sostenuta da due filetti in fascia potenziati e contropotenziati d'oro.»
Il capo (con il nome del comune) rappresenta il dipartimento della Marna e l'appartenenza del comune alla Champagne. Il giglio evoca l'abbazia di Saint-Pierre-les-Dames che fu proprietaria del territorio fino alla Rivoluzione francese. Il compasso si riferisce a Gérard Chardonnet, conosciuto con il nome di "agrimensore di Cormontreuil", e inoltre simboleggia l'apertura del paese alle tecnologie e al progresso. La croce di Sant'Andrea è un omaggio al santo titolare della parrocchia. Le stelle disposte in cerchio testimoniano l'adesione alla Comunità europea. Il chiodo ricorda i mulini che si trovavano lungo la Vesle.

## Società

### Evoluzione demografica
Abitanti censiti

## Galleria d'immagini

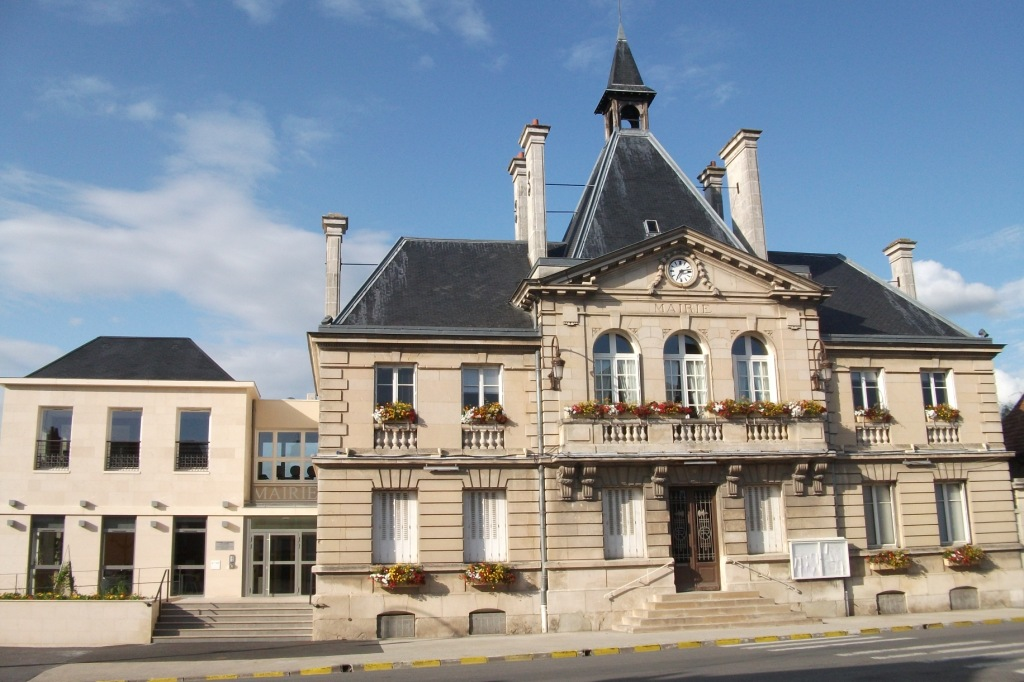
municipio
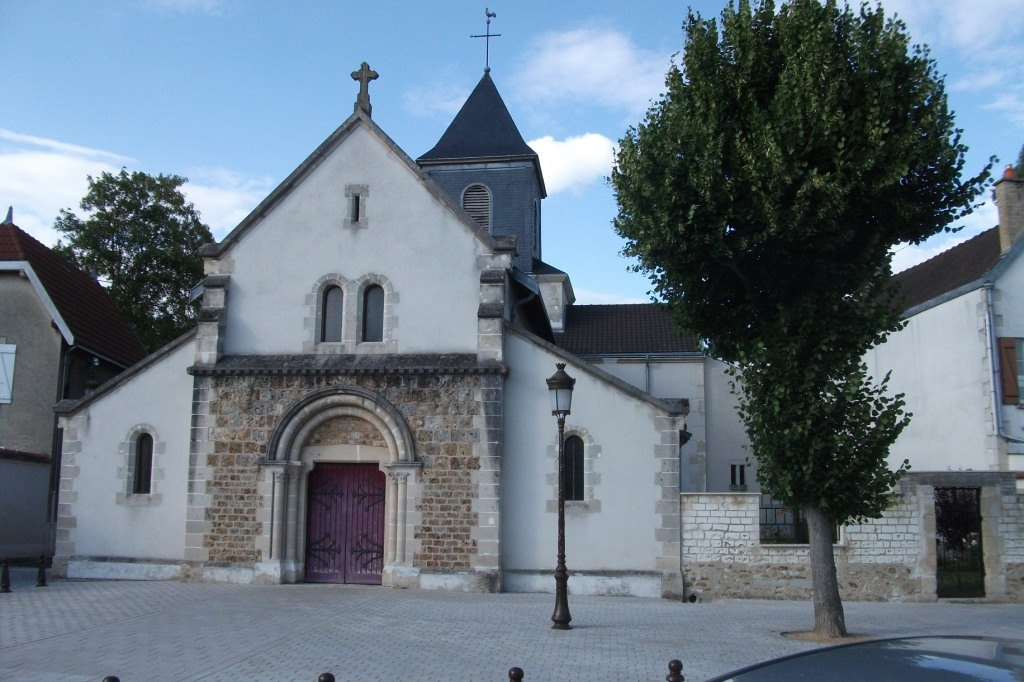
chiesa
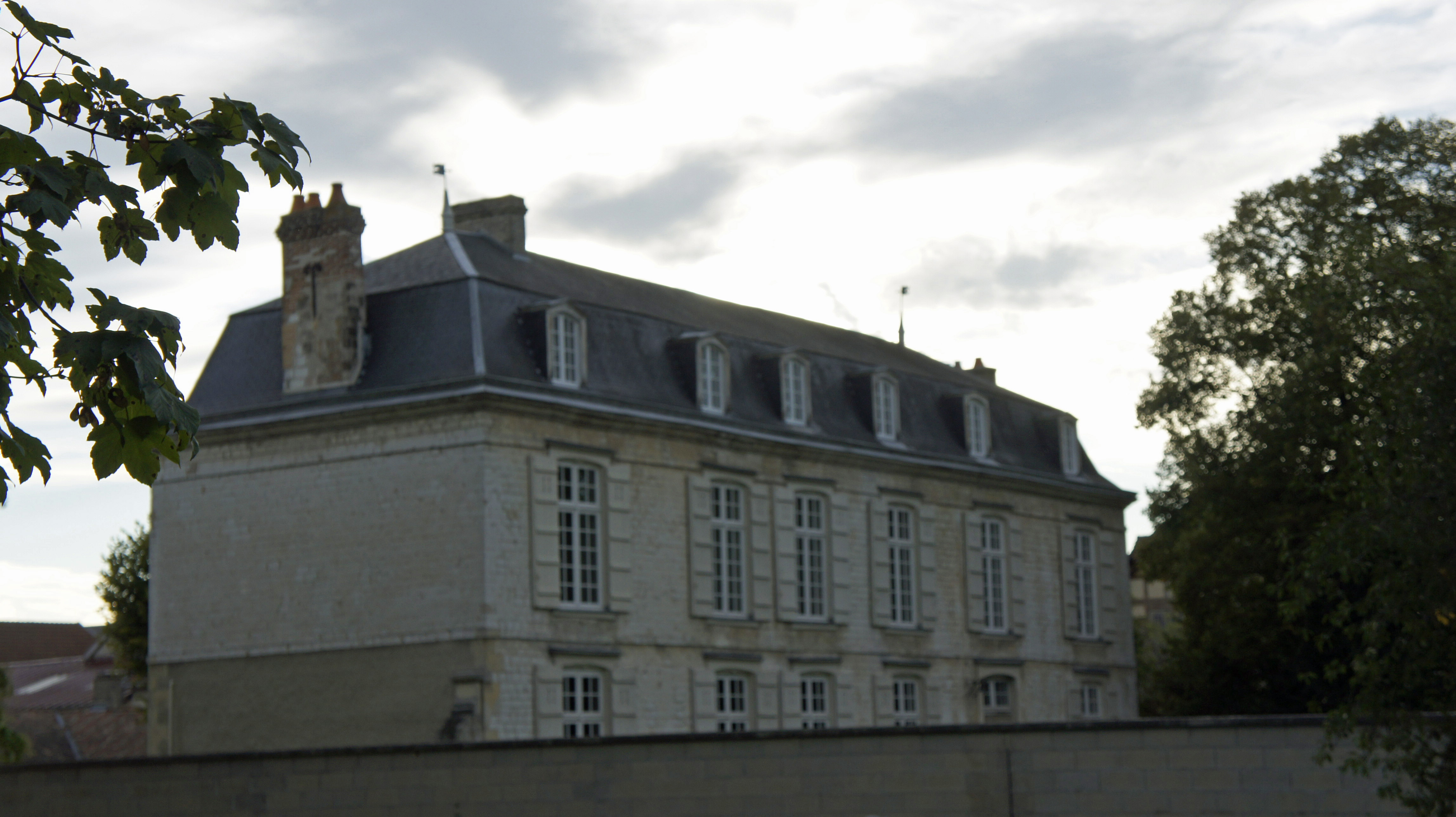
castello Cormontreuil